# SLC24A5
SLC24A5 – gen uważany za częściowo odpowiedzialny za kolor skóry człowieka (w piętnastym chromosomie).
Wykryto dwie odmiany różniące się jedną zasadą, jedna wersja występuje u Europejczyków, a druga jest typowa dla czarnoskórych mieszkańców Afryki. 
Wśród zidentyfikowanych wcześniej ok. 100 genów związanych z odcieniami ludzkiej skóry nie było
SLC24A5. Nie jest on jedynym czynnikiem, który za to odpowiada: mongoloidzi i negroidzi mają tę samą wersję genu SLC24A5, a w ich zewnętrznym wyglądzie istnieją wyraźne różnice.
Badanie tego genu może pomóc w walce z czerniakiem.